# Suore domenicane dell'Australia Occidentale
Le Suore Domenicane dell'Australia Occidentale (in inglese Congregation of Dominican Sisters of Western Australia; sigla O.P.) sono un istituto religioso femminile di diritto pontificio.

## Storia
Le origini della congregazione risalgono alla comunità fondata in Australia da un gruppo di religiose domenicane neozelandesi. La prima casa fu aperta nel 1899 a Greenough da madre Gabriella Gill come filiale della congregazione di Dunedin. Si rese poi indipendente come istituto di diritto diocesano e prese il nome di congregazione della Sacra Famiglia.
Nel 1957 l'istituto si fuse con altre tre congregazioni di domenicane australiane (della Santa Croce, del Santo Nome, del Corpus Christi) per formare le "Domenicane di Nostra Signora del Santo Rosario e di Santa Caterina da Siena dell'Australia", ma in seguito riacquisì la sua autonomia.

## Attività e diffusione
Le suore si dedicano all'istruzione e all'educazione cristiana della gioventù.
La sede generalizia è a Doubleview, in arcidiocesi di Perth.
Alla fine del 2015 l'istituto contava 22 religiose in 10 case.